# Infernum
Infernum er et polsk black metal-band dannet i 1992.

## Medlemmer
- " Exterminus" – guitar,keyboard
- " Wolf " aka "Bael V.B"  – bas altså (Baphomets Throne)
- " Tom Balrog" – trommer (1992-1994) ex(Oppressor) strøm navn (Baphomets Throne)

### Tidligere medlemmer
- Grzegorz Jurgielewicz "Anextiomarus" – komponist, vokal, guitar (1992-2004) (Graveland)
- "Rob Darken" – keyboard (sessions) (1993-1996)
- "Capricornus" – trommer (1994-1996)
- "Charon" – trommer (2002-2009)
- "Necromanticus" – guitar (2002-2009)

## Diskografi
- (1993) The Dawn Will Never Come (Demo)
- (1993) Damned Majesty (Demo) Witching Hour Production
- (1994) Taur – Nu – Fuin (CD Astral Wings Records)
- (1995) When The Light Has Died  (unfinished material)
- (2006) The Curse (CD Sound Riot Records)